# 阿波大宮站
阿波大宮站（日语：／ Awa-ōmiya eki */?）是一位於日本德島縣板野郡板野町大坂，隸屬於四國旅客鐵道（JR四國）的鐵路車站。車站編號為T08。本站是高德線內德島縣段最北的車站，而以全德島縣的經緯度來計算，本站和鳴門站近乎相同，但最終仍以鳴門站的緯度較北而取得德島縣最北站的稱呼。
車站設於德島縣和香川縣縣界間的大板山坳（大坂峠）區域，民居不多又遠離車站，每天的平均乘客量只有22人，是整條線路中使用量最少的車站之一。因此，亦只有普通列車停靠。而由德島站開出的區間車亦以南端的板野站為止而不再北上至本站。現時每日停靠本站的列車，下行共有11班，上行共10班，上下行靠站的班次比特急通過的列車還要少。

## 車站結構
設有木製小型車站站舍一座，為開站時保留至現在。只設有原站務室、候車大堂及入口設於出札口外的洗手間。原站務室現時只成為儲物室。本站並未設有售票機，附近的小商店則負責代售車票事宜，而當商店休息時，則只能在列車上取票。

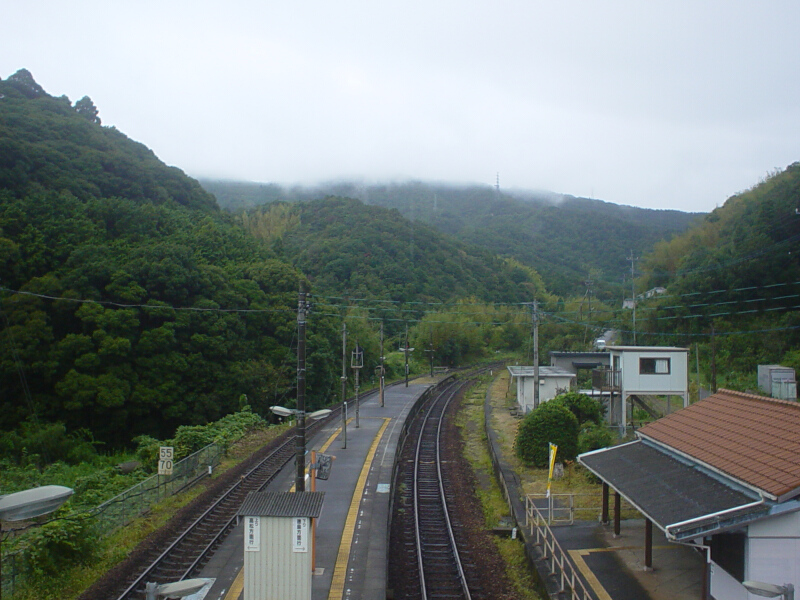
從行人天橋上拍攝車站月台，攝於2007年9月30日。

現時供使用的為島式月台1座，共提供1面2線的配置。月台上並沒有標示月台編號，但習慣上仍將靠近站舍的一邊稱為1號月台，而遠離的一邊為2號月台。不過當步出改札口時，可以察覺站舍本身亦附有1個側式月台，並沿往高松方向伸延，不過現時已被欄杆所阻隔，離開改札口後只能左轉沿邊沿前往行人天橋，再前往島式月台。月台出入口位於末端向板野站方向。其中2號月台為主線軌道，1號月台為側線道。另外由1號月台開出往板野方向，設有緊急停車軌及轉轍器。
整個島式月台都是位置露天區域，只有近天橋口的位置有一座矮小的更亭，並不屬於一般月台上的有蓋候車亭。有效有度為5輛。

### 月台配置
| 月台 | 路線    | 方向 | 目的地               |
| ---- | ------- | ---- | -------------------- |
| 1    | ■高德線 | 下行 | 德島、阿南、牟岐方向 |
| 2    | ■高德線 | 上行 | 高松方向             |

## 歷史
- 1935年3月20日：開業。
- 1972年10月1日：無人化，簡易委託化。[3]
- 1987年4月1日：日本國鐵分割民營化，車站的營運由JR四國繼承。

## 相鄰車站
四國旅客鐵道（JR四國）
■高德線
讚岐相生（T09）－阿波大宮（T08）－板野（T07）